# 메탈슬러그 (비디오 게임)
《메탈슬러그》(Super Vehicle-001: Metal Slug, メタルスラッグ)는 주식회사 나스카가 제작하고 SNK가 배급한 런 앤 건 아케이드 게임이다. 메탈슬러그 시리즈의 첫 작품으로, 1996년 4월 18일 네오지오로 처음 출시됐다. 긴밀하고 2인 협동 액션과 유려한 그래픽 및 특유의 유머 감각으로 주목을 받았고, 이후 플레이스테이션, 세가 새턴을 비롯한 각종 플랫폼에 이식되었다.

## 줄거리
2028년, 아들의 죽음에 충격을 입은 모덴은 정규군에서 나와 반란을 일으킨다. 반란군(모덴군)의 쿠데타로 세계 주요 도시들은 참혹하게 파괴당했고, 대비를 하지 못한 세계 정규군은 파괴된 평화를 되찾기 위해 비밀 병기인 SV-001인 메탈슬러그를 개발하였지만 모덴군의 손에 넘어가버린다. 정규군은 마르코와 타마에게 메탈슬러그 탈취 및 폭파명령을 내리고 메탈슬러그를 탈취 하기 위해서 전투를 벌인다.

## 평가
{{Video game reviews
| GR = 84.50% (NeoGeo)

68.33% (iOS)
| IGN = 8.5/10 (Virtual Console)
| EGM = 7.25/10 (Neo Geo)
| EuroG = 7/10 (Virtual Console)
| rev1 = Neo-Geo.com
| rev1Score = 9/10 (Neo-Geo)
| rev2 = 148 Apps
| rev2Score =  (iOS)
| rev3 = AppSpy
| rev3Score =  (iOS)
| rev4 = Slide to Play
| rev4Score = 3/4 (iOS)
| align = none

## 같이 보기
- 메탈슬러그 2
- 메탈슬러그 3
- 메탈슬러그 4
- 메탈슬러그 5
- 메탈슬러그 6
- 메탈슬러그 7